# Addio giovinezza! (operetta)
Addio giovinezza! è un'operetta in 3 atti, versi di Alessandro De Stefani, musica di Giuseppe Pietri, dalla commedia omonima di Sandro Camasio e Nino Oxilia. Fu rappresentata per la prima volta il 20 gennaio 1915 al Teatro Goldoni di Livorno, prima di approdare, il 20 aprile dello stesso anno, al Teatro Diana di Milano.
Ambientata, come la commedia da cui è tratta, nella Torino degli studenti e delle sartine, all'inizio del Novecento, è una delle più belle operette italiane ("la più bella" la definisce Ernesto G. Oppicelli nel suo L'operetta), per via della vicenda lieve ma al tempo stesso commovente e della musica dagli echi pucciniani. L'operetta non soltanto italiana aveva quasi sempre per protagonisti conti e contesse, duchi e duchesse, re e ambasciatori; qui invece i protagonisti sono studenti, goliardi e modiste. Non solo: l'operetta era tradizionalmente un genere allegro, le cui trame sfociavano in finali lieti; Addio giovinezza!, pur non mancando di momenti comici (soprattutto nel personaggio di Leone, studente fuori corso), è pervasa di malinconia e si conclude con un finale triste, anche se non tragico (dopo essersi divertito con lei, e benché forse ne sia davvero innamorato, il neo-dottore in medicina Mario Salviati lascia per sempre Torino e la sua Dorina per andare a esercitare la professione medica in un paesello di montagna).
Tra le pagine più belle: il duetto Mario / Elena "Ma lei non è curioso?" / "Tutto il sangue...", un delicato e insieme intenso valzer lento; il coro degli studenti "Di canti di gioia...", marcia solenne; il duettino Dorina / Mario "Perché non so..."; l'aria di Dorina "Non vedi, non senti..."; l'aria di Dorina "Mario il mio ben", un altro valzer lento dagli accenti drammatici; il duetto finale "Questa è la giovinezza".
Nello spartito, pubblicato nel 1915 dalla Casa Musicale Sonzogno, Addio giovinezza! viene definita non "operetta", ma "scene goliardiche in tre atti".

## Personaggi
- Dorina (soprano)
- Elena (soprano)
- Mario Salviati (tenore)
- Leone Dalpreda (buffo)
- Emma
- Mamma Rosa
- Carlo Fanti
- I genitori di Mario
- Sartine, Modiste, Studenti, Corteo trecentesco, il "Pontefice", il "Boia", una Fioraia

## Atto I
- Coro d'introduzione degli studenti: "Puoi studiar con allegria"
- Duetto Mario/Dorina: "Tu m'ami, è già qualcosa"
- Quintetto Leone/Emma/Carlo/Mario/Dorina: "Non m'accontento di modistine"
- Entrata di Elena e duetto Elena/Mario: "Ma lei non è curioso?"
- Duettino Mario/Dorina: "Dori, Dori vien vicina"
- Finale atto I - Coro "È primavera"

## Atto II
- Musica di scena
- Duettino Mario/Dorina: "Va', va', non ti posso creder più"
- Scena Dorina
- Coro degli studenti: "O Mario studiosissimo"
- Duetto comico Leone/Dorina: "Son venuta fin quassù"
- Aria di Dorina: "Mario il mio ben" e finale atto II

## Atto III
- Sestetto: "La vita è fumo passegger"
- Duetto Mario/Dorina: "Questa è la giovinezza" - Finale atto III